# ティティワンサ駅
ティティワンサ駅（マレー語:Stesen Titiwangsa）はマレーシアクアラルンプールティティワンサにある、ラピドKLの駅。
　

## 乗り入れ路線
アンパン線、スリ・プタリン線、KLモノレールの3路線が乗り入れる乗換駅である。当駅を含むスントゥル・ティモール駅 - チャン・ソウ・リン駅の区間は、アンパン線とスリ・プタリン線が線路を共有している。また、スンガイ・ブロー-スルダン-プトラジャヤ線が工事中であり、2022年7月に開通・当駅に接続予定。
ラピドKLは全駅に駅番号を導入している。当駅の駅番号はアンパン線は「AG3」、スリ・プタリン線は「SP3」、KLモノレールは「MR11」。

## 歴史
- 1996年12月16日 - アンパン線開業。
- 1998年7月11日 - スリ・プタリン線専用区間（チャン・ソウ・リン - ブキッ・ジャリル（英語版）間）開通により、スリ・プタリン線の乗り入れ開始。アンパン線との共用駅となる。
- 2003年8月31日 - KLモノレール開業。
- 2015年3月30日 - KLモノレールの駅で車両が停車した時に黒煙が発生し、利用客を全員避難させ、KLモノレール全線で運転見合わせとなった。ケガ人は無し[3]。

## 駅構造

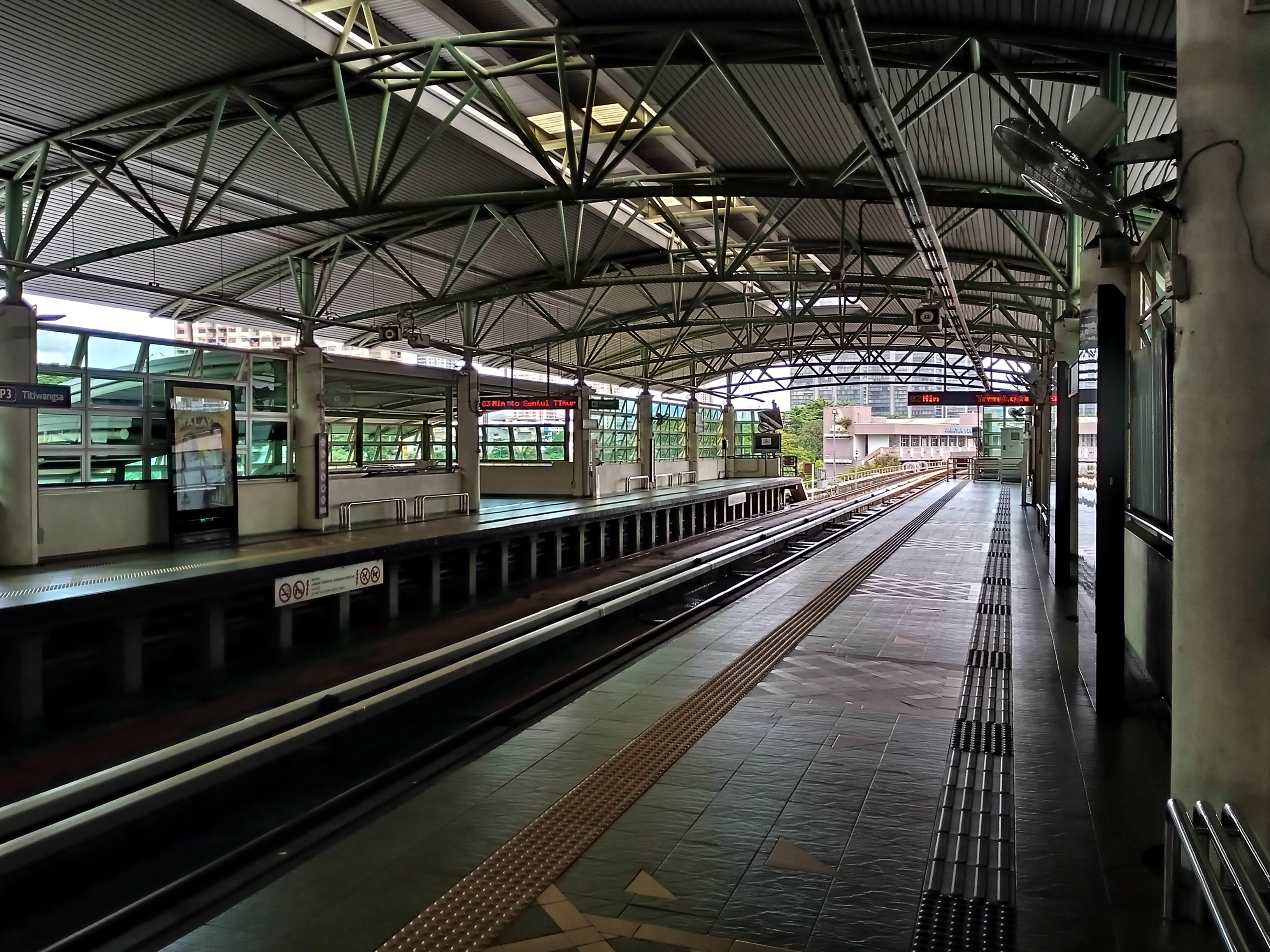
アンパン線&スリ・プタリン線ホーム

アンパン線、スリ・プタリン線の駅舎はゴンパック川沿いに、KLモノレールの駅舎はトゥン・ラザク通り上にそれぞれ構える高架駅である。互いは連絡線用のペデストリアンデッキにて接続される。
アンパン線、スリ・プタリン線のホームは相対式2面2線を有する。
KLモノレールのホームは相対式2面1線を有しており、ハーフハイトタイプのホームドアを設置している。

### のりば
| アンパン線&スリ・プタリン線高架ホーム (L2F) | アンパン線&スリ・プタリン線高架ホーム (L2F) | アンパン線&スリ・プタリン線高架ホーム (L2F)    |
| ------------------------------------------- | ------------------------------------------- | ---------------------------------------------- |
| 1                                           | 3 アンパン線、4 スリ・プタリン線            | スントゥル・ティモール方面                     |
| 2                                           | 3 アンパン線                                | マルリ・アンパン方面                           |
| 2                                           | 4 スリ・プタリン線                          | バンダル・タシッ・スラタン・プトラ・ヘイツ方面 |
| KLモノレール高架ホーム (L2F)                |                                             |                                                |
| 1・2                                        | 8 KLモノレール                              | ブキッ・ビンタン・KLセントラル方面             |

## 駅周辺
駅周辺は、郊外近距離バス乗り場があり、朝夕はバスとモノレール、LRTの乗換え客で混雑する。また、ゲンティン・ハイランド行きタクシー乗り場が駅の目の前にある。
- クアラルンプール病院（英語版）
- ティティワンサレイクガーデン（英語版）
- ゴンパック川
- 夜市(駅前バスターミナル周辺にて毎週火曜日)

## 隣の駅
ラピドKL
3 アンパン線、4 スリ・プタリン線
スントゥル駅 (AG2・SP2) - ティティワンサ駅 (AG3・SP3) - PWTC駅 (AG4・SP4)
8 KLモノレール
チョウ・キット駅 (MR10) - ティティワンサ駅 (MR11)